# 10582 Harumi
10582 Harumi eller 1995 TG är en asteroid i huvudbältet som upptäcktes den 3 oktober 1995 av den japanske astronomen Yasukazu Ikari i Moriyama. Den är uppkallad efter upptäckarens fru, Harumi Ikari.
Asteroiden har en diameter på ungefär 15 kilometer.